# أماندا كونغدون
أماندا كونغدون (بالإنجليزية: Amanda Congdon) هي صحفية وممثلة أمريكية، ولدت في 4 أغسطس 1981 في نيويورك في الولايات المتحدة.

## وصلات خارجية
- الموقع الرسمي
- أماندا كونغدون على موقع IMDb (الإنجليزية)
- أماندا كونغدون على موقع قاعدة بيانات الفيلم (الإنجليزية)